# 奧格爾索普山

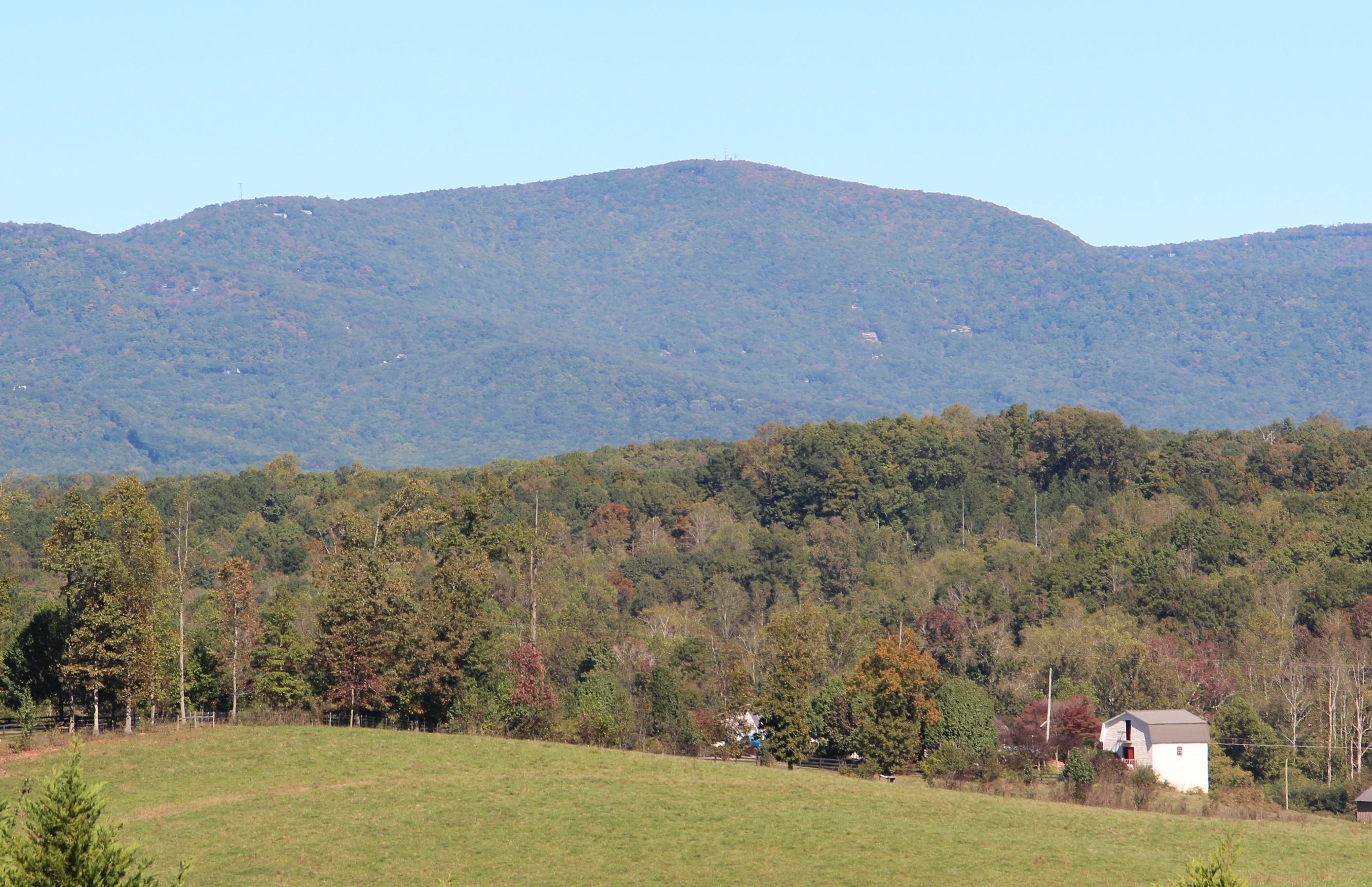
奧格爾索普山

奧格爾索普山（Mount Oglethorpe）是位於美國喬治亞州皮肯斯縣的一座山，為藍嶺山脈最南端的山峰，其海拔3,288英尺（1,002公尺），是皮肯斯縣的最高點。奧格爾索普山自1937年阿帕拉契小徑建成以來到1958年為止，一直是小徑的最南點。
奧格爾索普山原名格拉西山丘（Grassy Knob），1930年它被重新命名為奧格爾索普山，以紀念喬治亞殖民地的創始人詹姆士·奧格爾索普。

## 外部連結
- TopoQuest Map for Mount Oglethorpe
- Archives of Pickens County, Roadside Georgia
- History of the Appalachian Trail （页面存档备份，存于）
- Eagle's Rest website

34°29′10″N 84°19′49″W / 34.48611°N 84.33028°W